# Jasienica (powiat ostrowski)
Jasienica – wieś sołecka w Polsce położona w województwie mazowieckim, w powiecie ostrowskim, w gminie Ostrów Mazowiecka.
Do 1954 roku siedziba gminy Jasienica. W latach 1954–1972 wieś należała i była siedzibą władz gromady Jasienica. W latach 1975–1998 miejscowość należała administracyjnie do województwa ostrołęckiego.
W miejscowości znajduje się kościół, który jest siedzibą parafii św. Rocha. W strukturze kościoła rzymskokatolickiego parafia należy do metropolii białostockiej, diecezji łomżyńskiej, dekanatu Ostrów Mazowiecka - Wniebowzięcia NMP.